# Saint-Galmier
Saint-Galmier är en kommun i departementet Loire i regionen Auvergne-Rhône-Alpes i centrala Frankrike. Kommunen ligger i kantonen Saint-Galmier som tillhör arrondissementet Montbrison. År 2022 hade Saint-Galmier 5 848 invånare.

## Befolkningsutveckling
Antalet invånare i kommunen Saint-Galmier
| Referens: INSEE |